# Usine Massey Ferguson de Marquette
L'usine Massey Ferguson de Marquette-lez-Lille (Nord), était un site industriel implanté dans la banlieue nord-ouest de Lille. Ouvert en 1926, il a définitivement fermé en 1984.

## Du Canada au Royaume-Uni
Le constructeur canadien de machines agricoles Massey Harris décide, au milieu des années 1920, de monter une filiale en France. Ce sera Marquette, dans la proche banlieue lilloise. Le site est choisi en raison de sa localisation géographique, et l'excellente accessibilité en découlant, surtout par rail: au cœur d'une région industrielle peuplée, proche des grands bassins de consommation d'Europe du Nord. Les ateliers sont aménagés à proximité du canal de la Deûle.
C'est, jusqu'au début des années 1960, une usine essentiellement spécialisée dans l'assemblage de moissonneuses-batteuses dont la 890, première de la marque produite en France, et tracteurs. Avec une activité annexe de pièces détachées diverses, destinée à alimenter les autres établissements du groupe.
La production de tracteurs est ensuite rapatriée sur le site de Beauvais (Oise), qui existe toujours au XXIe siècle. Marquette livre un peu partout dans le monde, en Afrique et jusqu'en Australie.
Le tournant pour le site nordiste intervient en 1953, lorsque Massey Harris et le britannique Ferguson décident de regrouper leurs activités.

## Une improbable lutte
Avec le temps, la concurrence entre fabricants devient de plus en plus féroce. Le monde agricole évolue, la demande aussi. La fonderie marquettoise ferme en 1982.
Près de 600 licenciements, affectent les ateliers l'année suivante.
Afin d'informer la population locale de leur sort, des salariés font même fonctionner un émetteur pirate dans l'enceinte de l'usine. Ils tenteront également de toucher le monde politique, sans résultat notable.

## Données chiffrées
Un bon indicateur peut être fourni par l'année 1953, moment de la fusion Massey Harris avec Ferguson. Plus de 8000 tracteurs et 900 moissonneuses-batteuses, entre autres, sont sortis des chaînes marquettoises. Livraisons et expéditions se font essentiellement par fer, via de nombreux embranchements, mais aussi par route. La voie d'eau semble représenter une portion négligeable dans ce total.
L'établissement, au capital de 420 MF, a consommé plus de 3700 tonnes de charbon, de différentes qualités, et employait 2100 salariés. Les installations occupent, parties bâtie et libre (aires de stockage) cumulées, plus de 10 ha. Enfin, près de 80 % de la production est destinée à la demande domestique, 20 % à l'export.
Concernant la gamme, le MH Pony peut être considéré comme le produit emblématique des lieux. Sur la décennie 1951-61, il aura en effet été assemblé à plus de 92 000 exemplaires, séries 810 et 820 confondues.
Côté moissonneuses, le gros de l'inventaire était constitué des MF 830-890.

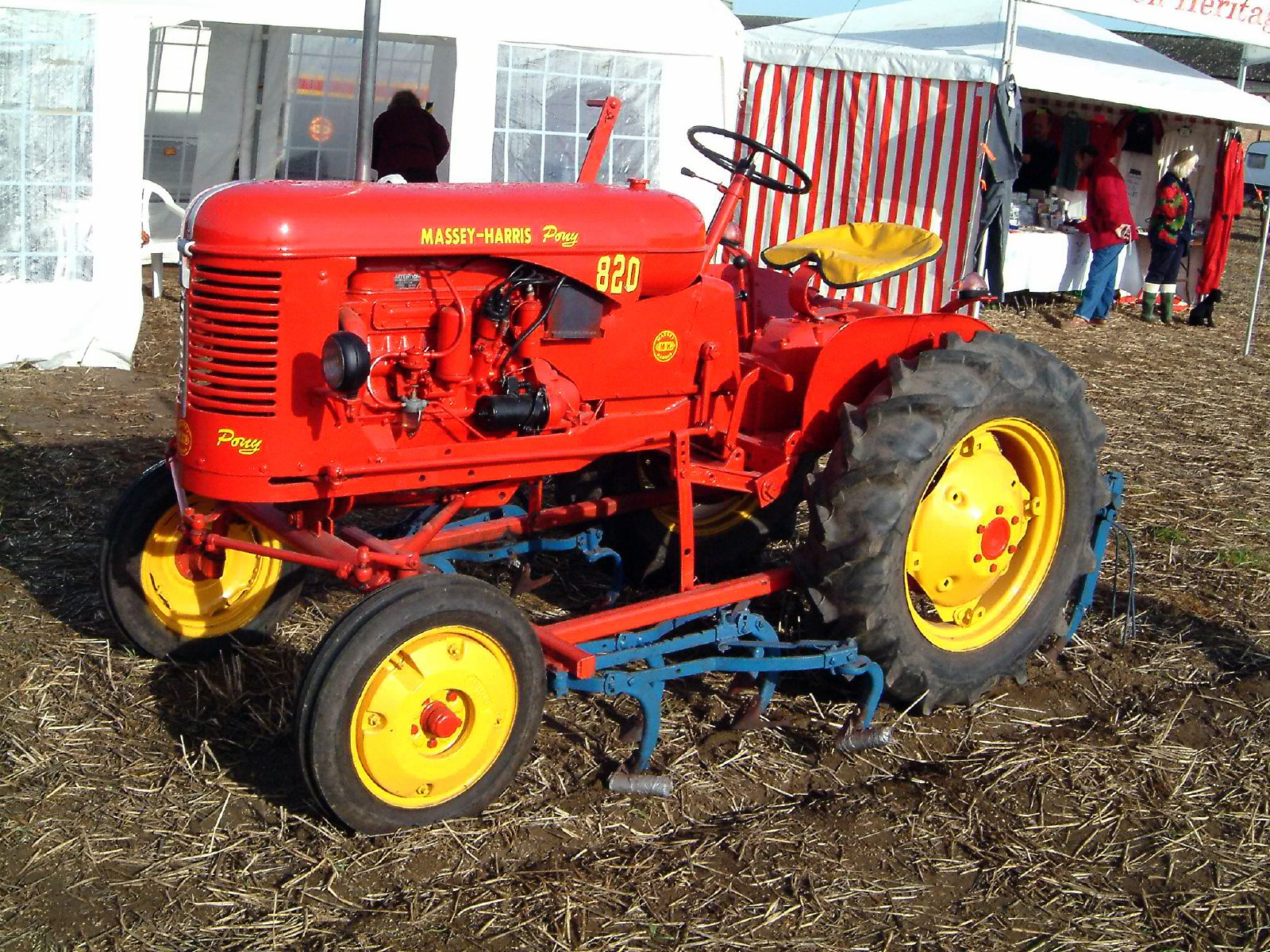
Tracteur MH Pony 820
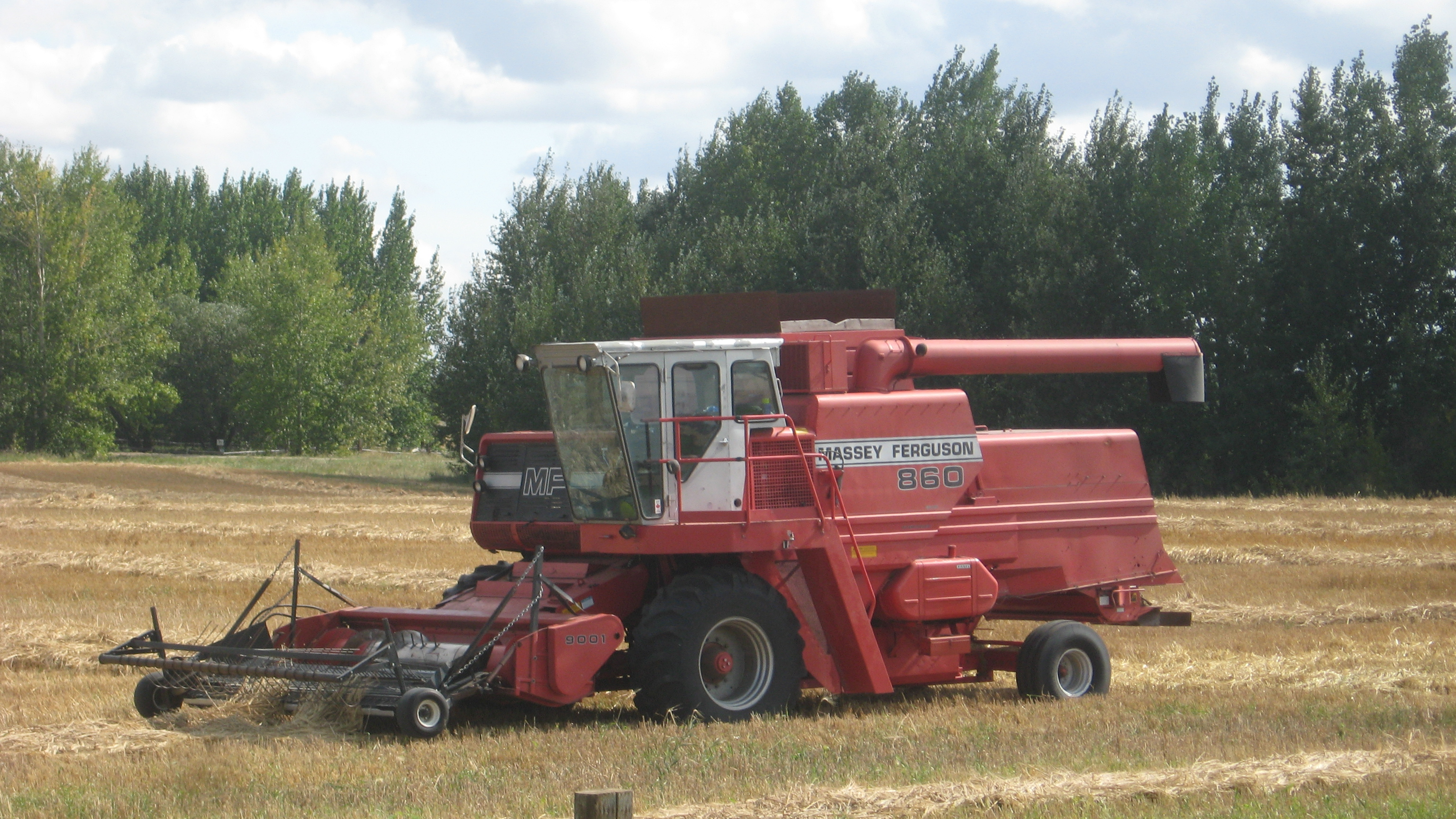
Moissonneuse MF 860